# Hendersonov otok
Hendersonov otok (eng. Henderson Island) je tektonski uzdignut koraljni otok u južnom Pacifiku 193 km sjeveroistočno od Pictairnova otočja, britanske kolonije kojoj upravno pripada od 1902. godine.
Otok je dug 10,4, a širok 5,6 km, s ukupnom površinom od 37,3 km², te ima 15 metara visoke koraljne litice s tri plaže na sjevernoj strani, a najviša točka otoka je visoka 33 metra. Otok je premalen i preoštrih litica (zapravo obalni greben), te nema izvora svježe vode za poljoprivredu. Zbog toga je na njemu sačuvan izvorni životinjski svijet s velikim brojem ptica, te nedirnute rezerve fosfata.
God. 1988. Hendersonov otok je upisan na UNESCO-ov popis mjesta svjetske baštine u Australiji i Oceaniji kao "rijetki atol čija je ekologija praktično nedirnuta ljudskim prisustvom, a svojim izoliranim smještajem pruža idealno okružje za proučavanje dinamike otočnog razvoja i prirodne selekcije".

## Povijest
Iako je Hendersonov otok nenaseljen, na njemu postoje arheološki ostaci koji svjedoče da su tu nekada živjeli doseljenici s Polinezije između 12. i 13. stoljeća, kada su potpuno nestali. Poput nestalih Polinežana na otočju Pictairn, i oni su najvjerojatnije nestali zbog propasti kulture na polinezijskom otoku Mangareva, a Hendersonov otok je bio najudaljeniji u lancu njihovih kolonija.
Dana 29. siječnja 1606. godine, Hendersonov otok je otkrio Pedro Fernandes de Queiros, Španjolac u službi portugalske mornarice, koji ga je nazvao Otok sv. Ivana Krstitelja (portugalski: San João Baptista, španjolski: San Juan Bautista). Tek dana 17. siječnja 1819. godine otok su ponovno posjetili ljudi, i to britanski kapetan Henderson na brodu Herkulesu koji je pripadao Britanskoj Istočnoindijskoj kompaniji, i koji ga je nazvao Hendersonov otok.
Na otoku su od 20. do 27. prosinca 1820. godine boravila dvadesetorica brodolomca s broda Essex koji se potopio nakon sudara s kitom. Usprkos škrtosti otoka uspjeli su preživjeti zahvaljujući rijetkoj pojavi boćatog izvora vode iz kojeg se moglo piti za vrijeme oseke. Sedamnaestorica od njih su u tri otvorena jedrenjaka nastavila put na istok prema Južnoj Americi i samo se petorica spasila na obalama Čilea, 18. veljače 1821. godine (89 dana nakon brodoloma). Trojica su odlučila ostati na otoku i, nakon što su njihovi prijatelji spašeni kod Čilea, vratili su se, potražili ih i pronašli tek 9. travnja 1821. godine. Potraga je potrajala tako dugo jer su brodolomci vjerovali da su bili na otoku Ducie (Pitcairnovo otočje) umjesto na Hendersonovom otoku. Najneobičnije je to što su ova trojica za vrijeme svog boravka na otoku pronašli plitku špilju s osam kostura za koje je, nakon medicinske istrage 1966. godine, utvrđeno da su kosti bijelaca koji su preminuli od dehidracije. Nitko nikada nije saznao otkuda su se oni našli na ovom izoliranom otoku.
God. 1957. na otoku je dva mjeseca živio jedan brodolomnik sa svojim ljubimcem čimpanzom, u svrhu privlačenja pozornosti javnosti. Naposljetku su ga spasili stanovnici Pitcairna.
1980-ih, američki biznismen Arthur M. Ratliff je želio iznajmiti ili kupiti otok kako bi napravio farmu, no Britansko ministarstvo vanjskih poslova je poništilo odobravajuću odluku Otočkog vijeća Pitcairnovog otočja nakon što su prosvjedovale neke skupine za zaštitu okoliša. Naposljetku je otok postao UNESCO-ova svjetska baština 1988. godine.
Otkad stanovnici Pitcairna koriste aluminijske duge brodove, oni čine redovita putovanja, jednom do tri puta godišnje, na Hendersonov otok s kojega sijeku drveća miroa (Thespesia populnea) i toua (Cordia subcordata) koje rabe za rezbarije od kojih žive.

## Bioraznolikost
Hendersonov otok je važno područje za 15 vrsta morskih ptica, ali i četiri endemske kopnene ptice: hendersonska štijoka (Porzana atra), hendersonska voćarica (Ptilinopus insularis), hendersonski lori (Vini stepheni) i bijeli trstenjak (Acrocephalus taiti). Ostale endemske vrste na otoku su 63 vrste biljaka, četiri vrste kopnenih puževa i jedna vrsta leptira.

## Galerija
- Sjeverne koraljne litice otoka
- Plaža na zapadnoj obali
- Drvenasta Tournefortia argentea na plaži

## Vanjske poveznice
- Službena stranica otoka (engl.)
- Putniči vodič za Hendersonov otok - Travellerspoint (engl.)
- Hendersonov otok — Travel Log (engl.)